# Sławno
Sławno (← poloneză, cașubiană Słôwno, germană Schlawe, pomeraniană Słôwno) este un oraș în voievodatul Pomerania Occidentală, Polonia, reședința județului de nume omonim. Are o populație de 13 322 locuitori și suprafață de 15,78 km².